# Bottesford (Leicestershire)
Bottesford è un paese di 3 000 abitanti della contea del Leicestershire, in Inghilterra.